# Studentski prosvjedi u Hrvatskoj 2009.
Studentski prosvjedi u Hrvatskoj 2009. obuhvaćaju niz prosvjednih aktivnosti hrvatskih studenata kroz 2009. godinu, uključujući proljetnu i jesensku blokadu nastavnog procesa, prosvjedna okupljanja, prosvjedne povorke, javne performanse i peticije. Studentski zahtjevi na razini Hrvatske definirani su kao besplatno, tj. potpuno javno financirano, obrazovanje na svim razinama i dostupno svima. Okončanjem prosvjeda razvijen je novi model plaćanja visokog obrazovanja koji se primjenjuje od akademske godine 2010./2011., gdje upis na prvu godinu studija ne zahtjeva participaciju studenata, dok se cijena participacije na višim godinama definira prema ostvarenim ECTS bodovima.

## Pozadina prosvjeda
Studentski zahtjevi koji su prethodili prosvjedima 2009. uključivali su ukidanje Bolonjske reforme, pitanja studentskog smještaja i korupcije u Studentskom centru u Zagrebu, smjenu studentskih vođa i besplatno visoko školstvo za studente na preddiplomskoj i diplomskoj razini.

### Prosvjed srednjoškolaca 27. travnja 2008.
Prosvjed srednjoškolaca 27. travnja 2008. bio je organiziran preko društvenih mreža i drugim oblicima digitalne komunikacije. Zahtjev prosvjednika bio je odgađanje državne mature. Prosvjed je okupio nekoliko tisuća srednjoškolaca u Zagrebu, Splitu, Rijeci, Virovitici, Osijeku, Puli, Varaždinu, Bjelovaru, Šibeniku i Zadru, od čega između 500 i 1000 u Zagrebu. Prosvjed je bio uspješan i tadašnji ministar obrazovanja, znanosti i športa Dragan Primorac prihvatio je zahtjeve prosvjednika i odgodio uvođenje državne mature za jednu godinu.

### Studentski prosvjed 7. svibnja 2008.
Studentski prosvjed 7. svibnja 2008. organizirali su studenti Prirodoslovno-matematičkog fakulteta u Zagrebu i Filozofskog fakulteta u Zagrebu. Zahtjevi studenata definirani su u priopćenju Biološkog odsjeka PMF-a i odnose se na nezadovoljstvo uvođenjem Bolonjskog procesa, neprepoznatljivost novih akademskih stupnjeva na tržištu rada i najavljeno plaćanje diplomskog studija za studente koji su upisali studij bez plaćanja.
- da se poštuju uvjeti po kojima smo upisali studij
- da se svakom studentu omogući upis u diplomski studij bez plaćanja školarine i da jedini uvjet za upis istog bude završen preddiplomski studij
- titule prepoznatljive na tržištu rada (PRVOSTUPNIK!!????)
- ravnopravno sudjelovanje u kreiranju nastave
- da rezultati anketa o kvaliteti nastave budu javni te da u provjeri istih sudjeluju studenti
- poštovanje studentskih prava
Prosvjed je okupio oko 5000 ljudi u Zagrebu, Splitu, Rijeci, Varaždinu, Osijeku, Zadru i Karlovcu. Prosvjed je bio djelomično uspješan i ministar Primorac odgodio je, ali nije ukinuo, odluku o plaćanju prve godine diplomskog studija. Plaćanje prve godine diplomskog studija bilo je odgađano do akademske godine 2010./2011. kad je formalno ukinuto.

### Studentski prosvjed 4. srpnja 2008.
Prosvjed 4. srpnja 2008. organizirali su studenti Sveučilišta u Zagrebu. Zahtjevi studenata odnosili su se na pitanja studentskog smještaja i korupcije u Studentskom centru u Zagrebu. Prosvjed je organiziran preko Facebooka i okupio je oko 100 studenata. Studentski zbor Sveučilišta u Zagrebu obratio se medijima priopćenjem kojim se odvraćalo studente od sudjelovanja na prosvjedu zbog čega je javno zatražena ostavka predsjednika Studentskog zbora Sveučilišta u Zagrebu Darija Škegre.

### Prosvjed studenata Pravnog fakulteta u Zagrebu 8. rujna 2008.
Prosvjed 8. rujna 2008. organizirali su studenti Pravnog fakulteta u Zagrebu. Zahtjevi studentata odnosili su se na pitanja školarine, uvjeta upisa u više godine studija i broja ispitnih rokova smanjenih bolonjskom reformom. Prosvjed je okupio oko 500 studenata. Dekan Pravnog fakulteta Josip Kregar odbio je studentske zahtjeve, dok je rektor Sveučilišta u Zagrebu Aleksa Bjeliš izjavio kako nije upoznat sa studentskim zahtjevima.

### Studentski prosvjed 5. studenoga 2008.
Studentski prosvjed 5. studenog 2008. organiziran je u Zagrebu i Puli na Svjetski dan borbe protiv komercijalizacije školstva, za vrijeme proslave Dana Sveučilšta u Zagrebu. Prosvjed je okupio između 1000 i 1500 studenata u Zagrebu te između 300 i 500 studenata u Puli. Zahtjevi studenata bili su besplatno visoko školstvo za studente na preddiplomskoj i diplomskoj razini, zakon po kojem će visoko školstvo u hrvatskom društvu biti besplatno i svima pristupačno i veća izdvajanja iz proračuna za obrazovanje. Prorektor Sveučilišta u Zagrebu Tonko Ćurko istovremeno je podržao trud studenata u ostvarenju ciljeva i ocijenio kako zahtjev za besplatnim studiranjem nije realan. Potporu studentima dao je Vilim Ribić iz Nezavisnog sindikata znanosti i visokog obrazovanja. Ministarstvo obrazovanja, znanosti i športa oglasilo se kako nije formalno primilo zahtjeve studenata.

### Prosvjedno okupljanje iberoromanskih studija u Zadru 24. ožujka 2009.
Studenti i nastavnici iberoromanskih studija u Zadru organizirali su prosvjedno okupljanje 24. ožujka 2009. pred ulazom u zgradu Sveučilišta u Zadru. Razlog prosvjednog okupljanja bio je izražavanje potpore studentima u Barceloni koje su fizički napali pripadnici katalonske policije nakon 4 mjeseca prosvjeda protiv Bolonjske reforme. Na prosvjedu je artikulirana kritika Bolonjske reforme i financiranja studija u Hrvatskoj.

## Blokade fakulteta i sveučilišta
Blokade fakulteta i sveučilišta započele su 20. travnja 2009., od kojih je prva bila blokada na Filozofskom fakultetu u Zagrebu. Narednih dana blokirat će se fakulteti i sveučilišta u drugim hrvatskim gradovima. Za vrijeme blokade svatko je mogao posjetiti zgrade fakulteta, ali redovna nastava se nije održavala. Umjesto toga studenti su organizirali alternativni obrazovni program koji se sastajao od predavanja, tribina, radionica, filmskih projekcija i sl.
Način organiziranja i funkcioniranja blokade bio je po direktnodemokratskim načelima. Odlučivanje o organizaciji prosvjeda bio je organiziran kroz plenume. Svaki sudionik plenuma imao je pravo na pristup informacijama, sudjelovanje u raspravi i pravo na sudjelovanje u odlučivanju pod jednakim uvjetima kao i svi ostali sudionici. Rad plenuma bio je otvoren svim zainteresiranima.
Studenti su za vrijeme blokade odbijali personalizaciju prosvjeda kroz dnevnu rotaciju predstavnika za medije i moderatora plenuma, odbijali pregovore o zahtjevima. Studenti su odbijali Studentski zbor kao tijelo i metodu predstavništva.

### Blokade fakulteta u Zagrebu

#### Filozofski fakultet u Zagrebu
Studenti okupljeni u Nezavisnu studentsku inicijativu za besplatno obrazovanje (NSIZBO) 20. travnja 2009. u 12:00 sati  blokirali su nastavu na Filozofskom fakultetu u Zagrebu. Svoje zahtjeve iznijeli su u izjavi za medije:
Jedini javni prostor koji nam je neposredno dostupan prostor je javne ustanove na kojoj se obrazujemo. Pretvarajući ga u prostor za artikulaciju zahtjevâ u obranu demokratskih interesa javnosti, preuzimamo svoj dio odgovornosti u obrani općih društvenih interesa od socijalno destruktivnih procesa komercijalizacije i socijalne polarizacije po imovinskom ključu. Kako problem komercijalizacije nije prisutan samo u Hrvatskoj, ova se akcija provodi paralelno sa sličnim akcijama studenata iz cijelog svijeta u sklopu Međunarodnog dana borbe protiv komercijalizacije obrazovanja. Za vrijeme blokade redovne nastave izvodit ćemo vlastiti edukativni program namijenjen studentima i cjelokupnoj javnosti. Sve će se odluke o daljnjem djelovanju donositi zajednički i direktnodemokratski na plenumima.
Zahtijevamo ukidanje svih oblika uvedenog naplaćivanja visokoga obrazovanja na svim razinama: preddiplomskoj, diplomskoj i postdiplomskoj. Porezi koje izdvajamo moraju biti dostatni kao jamstvo elementarnih prava i stečenih institucija socijalne pravde i jednakosti. Tko tvrdi da to unutar postojećih fiskalnih okvira nije moguće, samo potvrđuje akutnu realnost potrebe da se politika koja je te okvire postavila iz temelja mijenja.
Pozivamo na solidarnost sve studente i profesore, ali i sve ostale građane jer opće i svima dostupno obrazovanje nije samo u interesu studenata nego i budućnosti cijelog društva.
Nastava na fakultetu je pojedinačno prekidana, mirno nakon čitanja zahtjeva i razgovora s profesorima ili kroz izazivanje buke u ili ispred učionica. Rasprava i odluka o nastavku blokade i prosvjednih aktivnosti organizirana je kroz plenum. Prema izjavi za medije NSZIBO prvoga dana blokade na plenumu se okupilo oko 500 studenata, a oko 1000 studenata sudjelovalo je u prvom danu blokade. Dekan Filozofskog fakulteta u Zagrebu Miljenko Jurković je na dan početka blokade bio na službenom putu u Brazilu. Prodekan za znanost Filozofskog fakulteta u Zagrebu, Damir Boras, u ime dekananta je dao podršku ciljevima, ali ne i metodama prosvjeda.

#### Fakultet političkih znanosti u Zagrebu
Studenti Fakulteta političkih znanosti u Zagrebu 23. travnja 2009. blokirali su nastavu na svom fakultetu.
Mi, studentice i studenti Fakulteta političkih znanosti, izglasali smo na otvorenoj tribini 23.travnja za blokadu prostora i nastave pri fakultetu.
Time se pridružujemo kolegicama i kolegama diljem Hrvatske u ostvarivanju prava na besplatno obrazovanje na preddiplomskoj, diplomskoj i postdiplomskoj razini. Također, želimo da se preispita sadašnji način funkcioniranja bolonjskog procesa. Jedini javni prostor koji nam je neporesredno dostupan prostor je javne ustanove na kojoj se obrazujemo. Pretvarajući ga u prostor za artikulaciju zahtjeva u obranu naših demokratskih interesa, preuzimamo svoj dio odgovornosti u obrani općih društvenih interesa od socijalno destruktivnih procesa komercijalizacije i socijalne polarizacije po imovinskom ključu.
Studenti Fakulteta političkih znanosti u Zagrebu su zauzeli i prostorije, odnosno emitiranje Radio Studenta za svrhe prosvjednih aktivnosti. Na plenumu 30. travnja 2009. izglasan je prekid blokade Fakulteta, iako su studenti ostali uključeni u ostale prosvjedne aktivnosti.

#### Hrvatski studiji
Zbog najavljenog plenuma i blokade Hrvatskih studija, odlukom Voditelja Zvonimira Čuljka zgrada Hrvatskih studija zaključana je od 28. travnja 2009. do 4. svibnja 2009. kako bi se spriječilo održavanje plenuma i blokada. Zgrada Hrvatskih studija zaključana je prije nego što su studenti uspjeli napustiti zgradu, zbog čega su zgradu morali napuštati iskakanjem kroz prozor. Studenti Hrvatskih studija 29. travnja 2009. u 3:00 sata ujutro donijeli su odluku o blokadi na Hrvatskim studijima. Plenum je održan na otvorenom.

#### Arhitektonski fakultet u Zagrebu
Studenti Arhitektonskog fakulteta u Zagrebu 29. travnja 2009. blokirali su nastavu na matičnom fakultetu.

### Blokada Sveučilišta u Zadru

#### Sveučilište u Zadru
Studenti Sveučilišta u Zadru 21. travnja 2009. u 13:00 sati blokirali su nastavu na razini Sveučilišta u Zadru. Njih oko 600 okupilo se u Svečanoj dvorani gdje su pročitali proglas u kojemu traže ukidanje skupih školarina i komercijalizaciju znanosti. Zahtjevi studenata Sveučilišta u Zadri jednaki su onima Filozofskog fakulteta u Zagrebu. Prosvjed je podržala uprava Sveučilišta, a prorektorica Sveučilišta u Zadru Ana Proroković pozvala je na uključenje profesora i drugih djelatnika prosvjedu.

### Blokade fakulteta u Rijeci

#### Filozofski fakultet u Rijeci
Studenti Filozofskoga fakulteta u Rijeci okupljeni u Nezavisnu studentsku incijativu za besplatno obrazovanje Rijeka (NSIBOR) 22. travnja 2009. u 12:00 održali su prosvjedno okupljanje podrške ispred zgrade Fakulteta, a u 19:00 plenum u zgradi Fakulteta.
Svoje zahtjeve iznijeli su u letku:
"Društvo znanja" je razvojni cilj kojemu su se javno zavjetovale sve političke stranke u Hrvatskoj ime države blagostanja, čije bogatstvo i razvoj oa rcon temeljiti na velikom broju visokoobrazovanih stručnjaka. Svake četiri godine od nas nešto samemo svoj glas podrške jednoj od parlamentarnih stranaka. Međutim, dogada se hesto sasvim drugo: uvođenjem školarina i participacija, prag dostupnosti visOKOg or dzovanja socijalno se pomjera u suprotnom smjeru. Od ustavom zajamčenog prava, SUKO Obrazovanje se prešutno pretvara u robu koja se prodaje na tržištu onome (i samo onome) tko si ju može priuštiti. takvom trenutku od presudne ie važnosti vršiti direktni demokratski pritisak odozdo i U podsjetiti ih čije su interese po zakonu dužni zastupati. Zahtijevamo obrazovanja ukidanje svih na svim oblika uvedenog naplaćivanja visokoga razinama: preddiplomskoj, diplomskoj i postdiplomskoj. Porezi koje izdvajamo moraju biti dostatni kao jamstvo elementarnih prava i stečenih institucija socijalne pravde i jednakosti. Tko tvrdi da to unutar postojećih fiskalnih okvira nije moguće, samo potvrđuje akutnu realnost potrebe da se politika koja je te okvire postavila iz temelja mijenja. POZIVAMO NA AKCIJU!!! 22. travnja 2009. U 12 SATI GORNJA ZGRADA FFRI OMLADINSKA 14 PLENUM U 19 SATI 
Blokada Filozofskog fakulteta u Rijeci izglasana je na plenumu istog dana u 20:00.

#### Akademija primijenjenih umjetnosti u Rijeci
Studenti Akademije primijenjenih umjetnosti u Rijeci 23. travnja 2009. blokirali su nastavu na Akademiji.

#### Ekonomski fakultet u Rijeci
Studenti Ekonomskog fakulteta u Rijeci 28. travnja 2009. blokirali su nastavu na Fakultetu. Blokada je prekinuta 4. svibnja 2009.

### Blokade fakulteta u Osijeku

#### Filozofski fakultet u Osijeku i Učiteljski fakultet u Osijeku
Studenti Sveučilišta u Osijeku 23. travnja 2009. u 8:00 sati započeli su mirni prosvjed na Filozofskom fakultetu u Osijeku.
Razočarani konstantnom nebrigom Vlade i nadležnih institucija, ogorčeni zbog lošeg socijalnog statusa, bijesni zbog nepoštovanja naših prava,
mi, STUDENTI SVEUČILIŠTA JOSIPA JURJA STROSSMAYERA
Vođeni zajedničkim zahtjevima za:
1. BESPLATNIM VISOKIM OBRAZOVANJEM
2. ISTINSKOM PRILAGODBOM VISOKOG ŠKOLSTVA NAČELIMA BOLONJSKE DEKLARACIJE
3. IZGRADNJOM DRUŠTVA ZNANJA
4. PRISTUPAČNOŠĆU VISOKOG OBRAZOVANJA NEOVISNOM OD IMOVINSKOG STATUSA
5. POSTIZANJEM VISOKE RAZINE KVALITETE VISOKOG OBRAZOVANJA
Okupljamo se od četvrtka 23. travnja 2009. od 8.00 do daljnjega na osječkom Filozofskom fakultetu!
Blokada Filozofskog fakulteta u Osijeku i Učiteljskog fakulteta u Osijeku izglasana je na plenumu u vijećnici istog dana. Na glasanju se okupilo oko 500 studenata. Dekanica Filozofskog fakulteta Ana Pintarić podržala je zahtjeve studenata, ali ne i metode prosvjeda. Studenti Filozofskog i Učiteljskog fakulteta održavali su zajednički plenum za vrijeme trajanja blokade.

#### Ekonomski fakultet u Osijeku
Studenti Ekonomskog fakulteta u Osijeku 27. travnja 2009. blokirali su nastavu na svom fakultetu. Blokada fakulteta nije se nastavila.

### Blokade fakulteta u Splitu

#### Filozofski fakultet u Splitu
Studenti Filozofskog fakulteta u Splitu 24. travnja 2009. u 8:30 blokirali su nastavu na Filozofskom fakultetu u Splitu. Na početku blokade okupilo se oko 200 studenata. Dekan Filozofskog fakulteta Josip Milat je poručio da podržava prosvjed. Milat i rektor splitskoga Sveučilišta Ivan Pavić studentima su predali ključeve zgrade.

#### Pravni fakultet u Splitu
Studenti Pravnog fakulteta u Splitu 27. travnja 2009. u 9:00 blokirali su nastavu na Pravnom fakultetu u Splitu. Na blokadi se okupilo oko 200 studenata. Dekan Pravnog fakulteta Boris Buklijaš je dao potpunu podršku prosvjednicima.

#### Kineziološki fakultet u Splitu
Studenti Kineziološkog fakulteta u Splitu 27. travnja 2009. u 12:00 blokirali su nastavu na Kineziološkom fakultetu u Splitu. Na blokadi se okupilo oko 200 studenata. Dekan Kineziološkog fakulteta Nikola Rausavljević dao je podršku prosvjednicima.

#### Umjetnička akademija u Splitu
Studenti Umjetničke akademije u Splitu 29. travnja 2009. blokirali su nastavu na Akademiji.

### Blokada u Slavonskom Brodu

#### Dislocirani učiteljski studij u Slavonskom Brodu
Studenti Učiteljskog studija u Slavonskom Brodu, dislociranog studija Učiteljskog fakulteta u Osijeku 26. travnja 2009. blokirali su nastavu na svom studiju. Studenti su imali podršku prodekana.

### Blokada Sveučilišta Jurja Dobrile u Puli

#### Sveučilište Jurja Dobrile u Puli
Studenti Sveučilišta Jurja Dobrile u Puli, 27. travnja 2009. u 8:00 sati blokirali su nastavu na razini Sveučilišta. Studenti Sveučilišta su osim zajedničkog zahtjeva za besplatnim obrazovanje imali i partikularne zahtjeve na razini Sveleučilišta, uključujući menzu i studentski smještaj. Svoje zahtjeve iznijeli su proglasu:
Mi, studentice i studenti, udruženi u dolje navedenim zahtjevima PREUZIMAMO
27. travnja 2009. Sveučilište Jurja Dobrile u Puli
Zahtjevi:
1. Jamstvo ministra službenim dokumentom i u medijima da će osigurati besplatno školstvo na svim razinama obrazovanja,
2. Jamstvo ministra službenim dokumentom i u medijima da će vratiti sva sredstva za kapitalna ulaganja, koja su oduzeta rebalansom proračuna, istog dana kad Hrvatska izađe iz recesije čime bi se mogla započeti izgradnja studentskog kampusa,
3. Standardizacija bolonjskog sustava na svim sveučilištima Hrvatske
Osim zahtjeva izražavamo čvrstu podršku sindikatima svih javnih službi, te ne odbacujemo mogućnost sjedinjenja s njihovim štrajkom ukoliko se na to odluče referendumom predviđenim za 27. travnja.
Promjena isticanja zahtjeva je došla zbog tendencije ujedinjenja svih sveučilišnih gradova u zahtjevu za besplatnim školstvom na svim razinama obrazovanja. No, naš dom i menza se ne stavljaju zbog toga u drugi plan, već rame uz rame s prvim zahtjevom. Smatramo da bi pulski studenti trebali biti jednaki sa svojim kolegama u ostalim gradovima. Ta jednakost se može postići samo pod jednim uvjetom, a to je da se konačno počne s izgradnjom davno zamišljenog kampusa. U tome ćemo ustrajati dokle god ne dobijemo pozitivan odgovor u onom obliku u kojem smo ga formirali u našim zahtjevima.
Nećemo dopustiti da javna dobra budu pretvorena u robu!
Na plenumu 14. svibnja 2009. izglasan je prekid blokade Sveučilišta.

### Blokada Veleučilišta i fakulteta u Varaždinu

#### Veleučilište u Varaždinu
Studenti Veleučilišta u Varaždinu, 27. travnja 2009. u 14:00 sati blokirali su nastavu na Veleučilištu. Studenti Veleučilišta su osim zajedničkog zahtjeva za besplatnim obrazovanje imali i partikularne zahtjeve na razini Veleučilišta, uključujući izgradnju studentskog kampusa i preuzimanje Veleučilišta od strane Ministarstva znanosti, obrazovanja i športa.

#### Fakultet organizacije i informatike u Varaždinu
Studenti Fakulteta organizacije i informatike u Varaždinu, 28. travnja 2009. blokirali su nastavu na Fakultetu.

## Ostale prosvjedne aktivnosti
Osim proljetne i jesenske blokade nastavnog procesa studentski prosvjedi u obuhvaćaju niz prosvjednih aktivnosti kroz 2009. godinu, uključujući prosvjedna okupljanja, prosvjedne povorke, javne performanse i peticije.

### Skupovi podrške

#### Filozofski fakultet u Rijeci
Studenti Filozofskoga fakulteta u Rijeci okupljeni u Nezavisnu studentsku incijativu za besplatno obrazovanje Rijeka (NSIBOR) 22. travnja 2009. u 12:00 održali su prosvjedno okupljanje podrške ispred zgrade Fakulteta. Blokada Filozofskog fakulteta u Rijeci izglasana je na plenumu istog dana u 20:00.

#### Sveučilište u Dubrovniku
Studenti Sveučilišta u Dubrovniku 24. travnja 2009. u 18:00 održali su prosvjedno okupljanje podrške drugim gradovima u blokad ispred zgrade Sveučilišta. Studenti nisu blokirali nastavu.

### Peticije
Trećeg dana blokade, studenti Filozofskog fakulteta u Zagrebu organizirali su potpisivanje peticije. Sadržaj peticije bio je sljedeći:
2. Tražimo strategijsku prenamjenu sredstava državnog proračuna u sektor obrazovanja vođenu načelima društvene solidarnosti i socijalne osjetljivosti te idejom da je obrazovanje javno dobro.
3. Tražimo transparentnost financiranja cjelokupnog sustava znanosti i obrazovanja.

### Prosvjedi

#### Prosvjed u Splitu 23. travnja 2009.
Studentski zbor splitskog Sveučilišta i udruga Studenti za studente organizirali su prosvjedno okupljanje na prostoru Kampusa u Splitu 23. travnja 2009. Zahtjevi prosvjeda nisu uključivali besplatno obrazovanje već smanjenje školarina, što je izazvalo negativne reakcije splitskog ogranka Nezavisne studentske inicijative.

#### Prosvjed u Zagrebu 24. travnja 2009.
Studenti Pravnog fakulteta u Zagrebu, Ekonomskog fakulteta u Zagrebu i Medicinskog fakulteta u Zagrebu organizirali su 24. travnja 2009. prosvjednu šetnju s Trga maršala Tita do Filozofskog fakulteta u Zagrebu. Studenti su istaknuli transparente podrške aktualnoj blokadi i grupno su potpisali peticiju na Filozofskom fakultetu u Zagrebu. Na prosvjedu se okupilo oko 100 studenata.

#### Prosvjed u Puli 12. svibnja 2009.
Studenti Sveučilišta Jurja Dobrile u Puli, 12. svibnja 2009. održali su prosvjedno okupljanje u Puli.

#### Prosvjed u Rijeci 10. lipnja 2009.
Studenti Filozofskoga fakulteta u Rijeci i Akademije primijenjenih umjetnosti u Rijeci organizirali su 10. lipnja 2009. prosvjedno okupljanje u Rijeci. Pod sloganom 'Ministre, vidimo se na jesen' okupilo se nekoliko stotina studenata. Na prosvjedu se tražilo razrješenje dužnosti predsjednika Hrvatskog studentskog zbora Tomislava Čengića, studentskog pravobranitelja Sveučilišta u Rijeci Stipe Ćorluke, članova Studentskog zbora Sveučilišta u Rijeci i raspisivanje prijevremenih studentskih izbora.

#### Prosvjed srednjoškolaca u Vukovaru 30. rujna 2009.
Stotinjak vukovarskih srednjoškolaca je 30. rujna 2009. pod zahtjevom besplatnog školovanja tražilo financiranje udžbenika i autobusnog prijevoza.

### Performansi

#### Potrubi za obrazovanje u Zagrebu, Puli, Rijeci, Splitu i Osijeku 11. svibnja 2009.
Studenti u Zagrebu, Puli, Rijeci, Splitu i Osijeku su 11. svibnja 2009. organizirali akciju pod nazivom 'Potrubi za obrazovanje' gdje se transparentima pored bitnijih prometnica pozivalo vozače da potrube u znak podrške studentima.

#### Komemoracija za obrazovanje u Puli 15. svibnja 2009.
Više od stotinu studenata odjevenih u tamnu odjeću, prošli su u povorci ulicama grada Pule i u tišini odali počast 'umrlom obrazovanju' i upisali se u 'knjigu žalosti'.

#### 'Kupi hrvatskog studenta' u Zagrebu i Rijeci 22. svibnja 2009.
Studenti su 22. svibnja 2009. na Trgu Bana Jelačića u Zagrebu i na Korzu u Rijeci održali performans pod imenom 'Kupi hrvatskog studenta' gdje su studenti bili ponuđeni na prodaju za 10.000 kuna.

### Štrajk glađu
Zagrebački pravnik Slavko Sonntag 8. je svibnja 2009. započeo štrajk glađu sa zahtjevom da ministar Dragan Primorac podnese ostavku. Štrajk glađu trajao je 13 dana, kada ga je prekinuo na zahtjev studenata.

### Izdavaštvo
U okviru prosvjeda, studenti Filozofskog fakulteta u Zagrebu organizirali su izdavačku djelatnost.
Za vrijeme blokade na dnevnoj i poludnevnoj razini tiskana je Skripta. Skripta je bila besplatno dostupna u pdf obliku, a studenti su ju besplatno distribuirali u papirnatom obliku. Dosad je izdano 85 brojeva Skripte. Prvi broj Skripte izdan je 20. travnja 2009., na prvi dan blokade na Filozofskom fakultetu u Zagrebu, a posljednji broj u veljači 2017. godine. Studenti Filozofskog fakulteta u Rijeci tiskali su 6 brojeva vlastitog izdanja Skripte pod nazivom SkRIpta.
Studenti Filozofskog fakulteta u Zagrebu tiskali su druge materijale kao što su:
- Blokadna kuharica[60] koja opisuje tijek i metode blokade fakulteta. Blokadna kuharica prevedena je na engleski i njemački jezik.[2]
- Edukativna brošura[60]
- Radnici, seljaci i njihova prava[60]
- Radnički “FAQ”[60]

## Podrška studentskim prosvjedima

### Filozofski fakultet u Zagrebu
Prodekan za znanost Filozofskog fakulteta u Zagrebu, Damir Boras, u ime dekananta je dao podršku ciljevima, ali ne i metodama prosvjeda.
Fakultetsko vijeće Filozofskog fakulteta u Zagrebu na izvanrednoj sjednici održanoj 22. travnja 2009. podržalo je zahtjev Nezavisne studentske inicijative za pravo na besplatno obrazovanje, iznijelo mišljenje kako su metode kojima se studenti služe legitimne i primjerene postavljenim ciljevima, donijelo odluku o prekidu nastave do kraja radnog tjedna te tražilo očitovanje resornog ministarstva do 29. travnja 2009. godine. Odluke je potpisao Prodekan za znanost i međunarodnu suradnju, Damir Boras.
Fakultetsko vijeće Filozofskog fakulteta u Zagrebu na sjednici održanoj 29. travnja 2009. izjavilo je kako i dalje podržava ciljeve i metode nezavisne studentske inicijative za pravo na besplatno obrazovanje, osudilo je sve oblike pritisaka na akademsku zajednicu, izrazili spremnost aktivno sudjelovati u što žurnijoj pripremi zakonskoga osiguranja potpunoga javnoga financiranja obrazovanja na svim razinama i problematiziralo izostanak očitovanja MZOŠ-a ili Vlade RH na postavljene zahtjeve. Izjavu je potpisao dekan Filozofskog fakulteta u Zagrebu, Miljenko Jurković.

### Prirodoslovno-matematički fakultet u Zagrebu
Studentski zbor Prirodoslovno-matematičkog fakulteta Sveučilišta u Zagrebu izrazio je podršku svim studentima u prosvjedu.

### Arhitektonski fakultet u Zagrebu
Studentski zbor Arhitektonskog fakulteta Sveučilišta u Zagrebu izrazio je podršku studentima Filozofskog fakulteta u prosvjedu.

### Sveučilište u Zadru
Prosvjed je podržala uprava Sveučilišta, a prorektorica Sveučilišta u Zadru Ana Proroković pozvala je na uključenje profesora i drugih djelatnika prosvjedu.

### Policijska Akademija
Želimir Radmilović je u ime djelatnika policijske akademije i članova sindikalne podružnice Sindikata državnih i lokalnih službenika i namještenika Republike Hrvatske, “Policijska akademija” izrazio bezrezervnu podršku studentima.

### Akademija dramskih umjetnosti
Studentski zbor Akademije dramskih umjetnosti u Zagrebu izrazio je potporu svim uključenima u Nezavisnu incijativu za pravo na besplatno obrazovanje.

### Podrška studentskih udruga
Prosvjede su podržale studentske udruge: Pravnik - udruga studenata Pravnog fakulteta Sveučilišta u Zagrebu, Udruga studenata sociologije «Anomija» s Hrvatskih studija, Udruga za promicanje studentskih aktivnosti s Hrvatskih studija, Udruga studenata komunikonogije «Komuna» s Hrvatskih studija, Udruga studenata psihologije «Feniks» s Hrvatskih studija, Sportska udruga Hrvatskih studija, Udruga studenata Katoličkog bogoslovnog fakulteta,
Udruga za poticanje savjesnog informiranja i djelovanja s Katoličkog bogoslovnog fakulteta, UDeS – Udruga Dobrih Studenata, Udruga studenata medicine Perpetuum-Lab.

### Podrška sindikata i građanskih udruga
Studentske prosvjede podržali su Vilim Ribić u ime Matice sindikata hrvatskih javnih službi, Krešimir Sever u ime Nezavisnih hrvatskih sindikata, Rada Borić u ime Centra za ženske studije, Gordan Bosanac u ime Centra za mirovne studije, Ana Raffai u ime Regionalne adrese nenasilnog djelovanja, Savez samostalnih sindikata Hrvatske, Stipe Lekić u ime Torcide, Lino Veljak u ime Foruma za slobodu odgoja, Franko Dota i Marko Jurčić u ime Udruženja Zagreb Pride, Ženska soba – Centar za seksualna prava, Domine – Udruga za razvoj civilnog društva i promicanje ženskih prava, Partnerstvo za društveni razvoj, Sindikat kabinskog osoblja zrakoplova, Vladimir Kovar u ime Sindikata radnika Ericsson Nikola Tesla

### Međunarodna podrška
Studenti su primili pisma podrške iz inozemstva, među ostalima podršku su pokazali Noam Chomsky, Judith Butler, Slavoj Žižek, Slovenski studentski pokret Avtonomna tribuna.

## Kritika studentskih prosvjeda

### Ministarstvo znanosti, obrazovanja i športa
Ministarstvo znanosti, obrazovanja i športa je prvog dana blokade fakulteta odbilo komentirati prosvjede s napomenom kako se blokada fakulteta i zahtjevi studenata njih ne tiču.
Radovan Fuchs, tajnik Ministarstva znanosti, obrazovanja i športa u emisiji Otvoreno na HRT-u 21. travnja 2009. godine metode prosvjeda nazvao je nedemokratičnima i poručio prosvjednicima kako nemaju pravo opstruirati druge studente. Studentski plenum Filozofskog fakulteta u Zagrebu usporedio je s centralnim plenumom Komunističke partije Jugoslavije.
Duje Bonacci, glasnogovornik Ministarstva znanosti, obrazovanja i športa i ministra Dragana Primorca 22. travnja 2009. u izjavi za Novu TV studente prosvjednike je nazvao dječurlijom koja ne zna što želi. Za ovu izjavu javno se ispričao 6. svibnja 2009. godine.
Primorac je 23. travnja 2009. na konferenciji za novinare optužio studente za politizaciju i iznio mišljenje kako iza prosvjeda stoje određene političke opcije. Izjavio je kako ministarstvo i Vlada ne određuju visine školarina, niti taj novac ide na račun Vlade te pozvao prodekana Filozofskog fakulteta Damira Borasa da vrati školarine studentima, optužujući ga za licemjerje.

### Sveučilišna organizacija Hrvatske seljačke stranke
Ina Korošec i Hrvoje Horvat, predsjednici Sveučilišne organizacije Hrvatske seljačke stranke, 21. travnja 2009. pred Filozofskim fakultetom u Zagrebu pozvali su na kraj blokade. Izrazili su stajalište kako školarine ne bi trebalo ukinuti već smanjiti.

### Rektorski zbor
Na šestoj sjednici Rektorskog zbora održanoj 28. travnja 2009. godine, rektori hrvatskih sveučilišta, predsjednik Vijeća veleučilišta i visokih škola te predstavnici Studentskoga zbora Republike Hrvatske raspravljali su o studentskim prosvjedima. Rektorski zbor je izjavio kako ne podržava metode kojima se koriste studenti prosvjednici. Rektorski zbor izjavio je kako su svi čelnici visokih učilišta dužni osigurati uvjete za nesmetano održavanje nastave, a studenti i nastavnici dužni su izvršavati svoje akademske obveze. Rektorski zbor izjavio je kako se nastava koja nije održana tijekom prosvjeda mora se nadoknaditi. Osporen je zahtjev za besplatnim studiranjem i predloženo osmišljavanje novog sustava naplate studija. Rektorski zbor je također podržao buduće provođenje Bolonjskog procesa. Zaključke je potpisao Predsjednik Rektorskog zbora, Aleksa Bjeliš.

### Senat Sveučilišta u Zagrebu
Senat Sveučilišta u Zagrebu na izvanrednoj je 10. sjednici održanoj 30. travnja 2009., usvojio Zaključke Rektorskog zbora donesene 28. travnja 2009. U svojoj odluci pozvali su na hitno uspostavljanje nastave, nadoknadu neodržane nastave i izjavio kako Senat ne podržava metodu blokade nastave. Odluku je potpisao Rektor Sveučilišta u Zagrebu, Aleksa Bjeliš.

## Posljedice i rezultati studentskih prosvjeda
Okončanjem prosvjeda razvijen je novi model plaćanja visokog obrazovanja koji se primjenjuje od akademske godine 2010./2011., gdje upis na prvu godinu studija ne zahtjeva participaciju studenata, dok se cijena participacije na višim godinama definira prema ostvarenim ECTS bodovima.
Odlukom Fakultetskog vijeća Filozofskog fakulteta u Zagrebu na sjednici održanoj 26. svibnja 2009., izostanci za vrijeme blokade fakulteta nisu bili sankcionirani.
Za vrijeme prosvjeda ostavke su podnijeli: dekan Filozofskog fakulteta u Rijeci, Elvio Baccarini kojeg je naslijedio Brako Rafajac, ministar znanosti, obrazovanja i športa, Dragan Primorac, kojeg je naslijedio Radovan Fuchs, dekan Filozofskog fakulteta u Zagrebu Miljenko Jurković nije se kandidirao na novim izborima i naslijedio ga je Damir Boras.

## Dokumentarni filmovi
- Susret, dokumentarni film, režija: Igor Bezinović, Restart, 2009.
- Blokada, dokumentarni film, režija: Igor Bezinović, Factum / Restart, 2012.
- Plenumovi, dokumentarni film, režija: Marta Batinić, Ana Jurčić, Filmaktiv, 2014.

## Vanjske poveznice
1. Slobodni Filozofski